# 藍寶科技
藍寶科技（Sapphire Technology）是一間位於香港的科技公司，主要研發和製造個人電腦和工作站使用的顯示卡、主機板、電視卡、數碼音頻播放機等電子裝置以及液晶顯示器和液晶電視。

## 產品

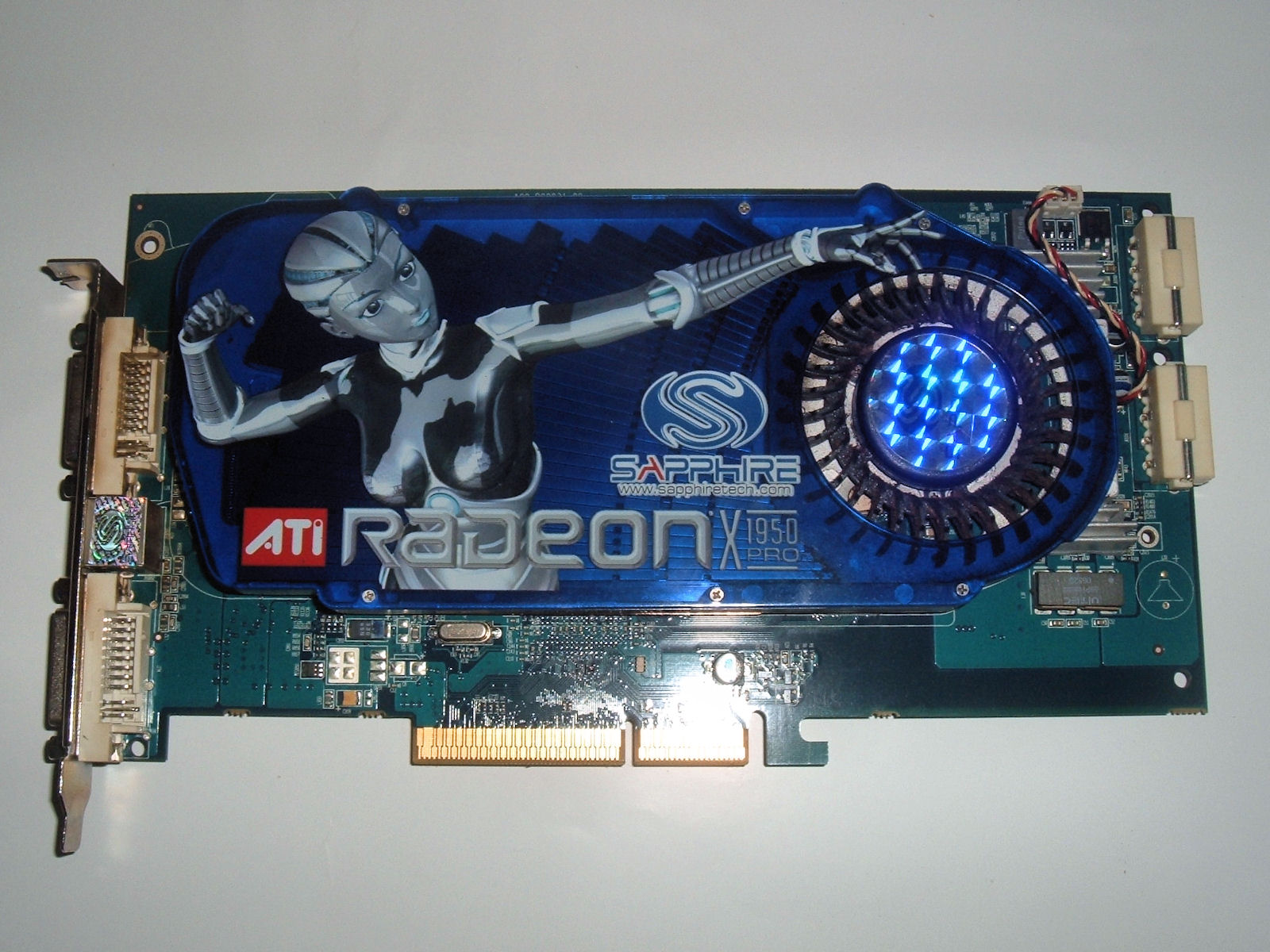
Sapphire Radeon X1950 Pro

藍寶科技是ATI/AMD的AIC合作夥伴之一，因此它的顯示卡產品使用ATI/AMD的Radeon系列圖形處理器。而主機板產品除了使用ATI/AMD的晶片組以外，亦會使用英特爾出品的晶片組。除了是超微的核心合作夥伴以外，藍寶科技目前還是全球最大的AMD顯示卡製造商。
全球首塊帶有HDMI高解析度多媒體介面連接埠的顯示卡是由藍寶科技製造的。除此以外，全球首塊核心時脈超過1000MHz（1GHz）的顯示卡 Sapphire Atomic Edition HD 4890 亦是由藍寶科技推出。
全球首塊帶有VAPOR-X散熱技術應用顯示卡是由藍寶科技製造設計的。
研發團隊位於台灣內湖科技園區，匯集業界產品設計研發等菁英工程人員和主管專司設計開發等。

## 生產設施
2007年，藍寶科技位於中國大陸廣東省東莞市的生產工廠獲得ISO 9001以及ISO 14001認證，這座工廠每月能製造約一千八百萬塊顯示卡，在2005年5月落成，共16條生產流水線，佔地25,000平方公尺。

### 製造工藝
藍寶科技本身並不生產印製電路板（PCB），而是從其它PCB供應商採購而來，線路由藍寶科技預先設計，由PCB供應商製作完成。獲得印製電路板後，接著是進行表面裝貼元器件，由自動貼片機來完成。裝貼完畢後以回流焊工藝完成電路板和元器件的焊接。最後，按照AMD/ATI的技術要求以及型號劃分安放並焊接固定AMD/ATI的顯示核心以及顯示記憶體。

## 外部連結
- 官方网站
- AMD Certified Sapphire Graphics Cards at AMD.com
- AMD Certified Sapphire Motherboards at AMD.com
- Specifications of the current Sapphire graphics cards